# ترناوا (نووی پازار)
ترناوا (به صربی: Trnava) یک منطقهٔ مسکونی در صربستان است که در نووی پازار واقع شده‌است.